# Český rozhlas Sever
Český rozhlas Sever je regionální rozhlasová stanice Českého rozhlasu, sídlící v Ústí nad Labem a vysílající pro Ústecký kraj. Vznikla v roce 1945. Ředitelem stanice je od roku 2011 Milan Knotek.
Vlastní program stanice vysílá denně od 5.00 do 19.00 hodin, v několika oknech přes den a v rámci večerního a nočního vysílání šíří celoplošné pořady stanice ČRo Střední Čechy a společný program regionálních stanic Českého rozhlasu. Kromě regionálního zpravodajství tvoří podstatnou část vysílání kontaktní pořady a písničky na přání. Oblíbený je popularně-vědecký pořad Planetárium. Se stanicí spolupracuje na vzpomínkovém hudebním pořadu zpěvák Milan Drobný.

## Historie
Rozhlasové vysílání bylo v Ústí nad Labem zahájeno na samém sklonku druhé světové války 8. května 1945 díky vojenské vysílačce. Tento Severočeský vysílač, jak se stanice následně označovala, se v roce 1947 stal součástí Československého rozhlasu.
V roce 2011 se ředitelem stanice stal Milan Knotek.

## Distribuce signálu
Český rozhlas Sever vysílá analogově na velmi krátkých vlnách a digitálně na platformách DAB+ (v multiplexu Teleko), DVB-S2 a na internetu.
| Město          | Frekvence |
| -------------- | --------- |
| Ústí nad Labem | 88,8 FM   |
| Chomutov       | 103,1 FM  |
| Varnsdorf      | 98,5 FM   |
| Ústecký kraj   | 6D DAB+   |